# ランメルスベルク鉱山

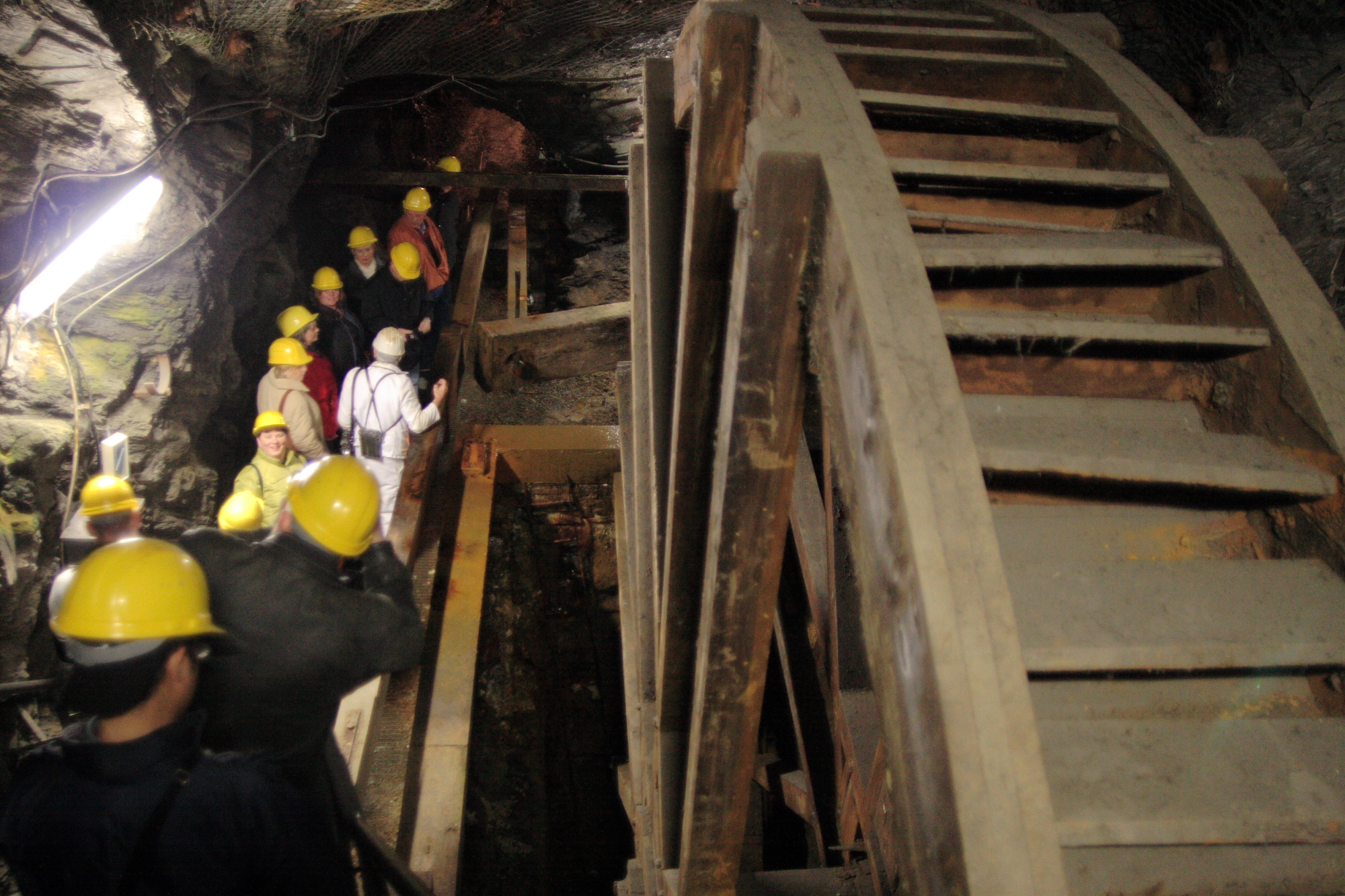
地下の巨大水車。ランメルスベルク鉱山。

ランメルスベルク鉱山 (Rammelsberg Mine) は、ドイツ、ニーダーザクセン州南部のハルツ山地の海抜 635 m の鉱山で、1000年以上前から採掘が行われていた。ヨーロッパ屈指の歴史を持つランメルスベルク鉱山とゴスラーの旧市街は、1992年、ユネスコ世界遺産に登録された（のちにオーバーハルツ水利管理システムが拡大登録）。

## 歴史
ランメルスベルク鉱山の歴史は銀の採掘から始まった。その後、銅、鉛が採掘され1980年代に鉱脈が枯渇し、1988年閉鎖された。最近の考古学的な調査によると本格的に採掘が始まったのは13世紀 - 14世紀頃のようである。しかし、40 km ほどはなれた3世紀 - 4世紀の遺跡から見つかった金属器にランメルスベルクの鉱山産出の金属が含まれていることが確認され、採掘が始まったのはローマ時代、1000年以上前であると考えられている。
1000年以上の歴史を持つランメルスベルクの鉱山は 2700万 t の資源を産出したと考えられている。
鉱山が廃業したあと、鉱山と産業の歴史を示すために博物館が設立された。
1992年、ゴスラーとランメルスベルク鉱山はユネスコ世界遺産に登録される。